# Bazylea-Miasto
Bazylea-Miasto (niem. Basel-Stadt) – najmniejszy pod względem powierzchni kanton w Szwajcarii, jeden z 26. Leży w północno-zachodniej części kraju, w dolinie Renu przy granicy z Niemcami i Francją. Siedzibą kantonu jest miasto Bazylea (Basel). Kanton ten jest dawnym półkantonem, co oznacza, że do Rady Stanu deleguje tylko jednego przedstawiciela. Kanton powstał w 1833 roku z podziału kantonu Bazylea, który przystąpił do Konfederacji Szwajcarskiej w 1501 roku. 

## Podział administracyjny
Kanton obejmuje trzy gminy (liczba mieszkańców 31 grudnia 2022): 
1. Bazylea (Basel), miasto 173 552
2. Bettingen 1288
3. Riehen 21 946.

## Demografia
Językiem urzędowym kantonu jest język niemiecki. Językami z najwyższym odsetkiem użytkowników są:
- język niemiecki – 80,2%,
- język angielski – 8,6%[2].
- język francuski – 5,6%
- język włoski – 5,5%,